# Majrawank

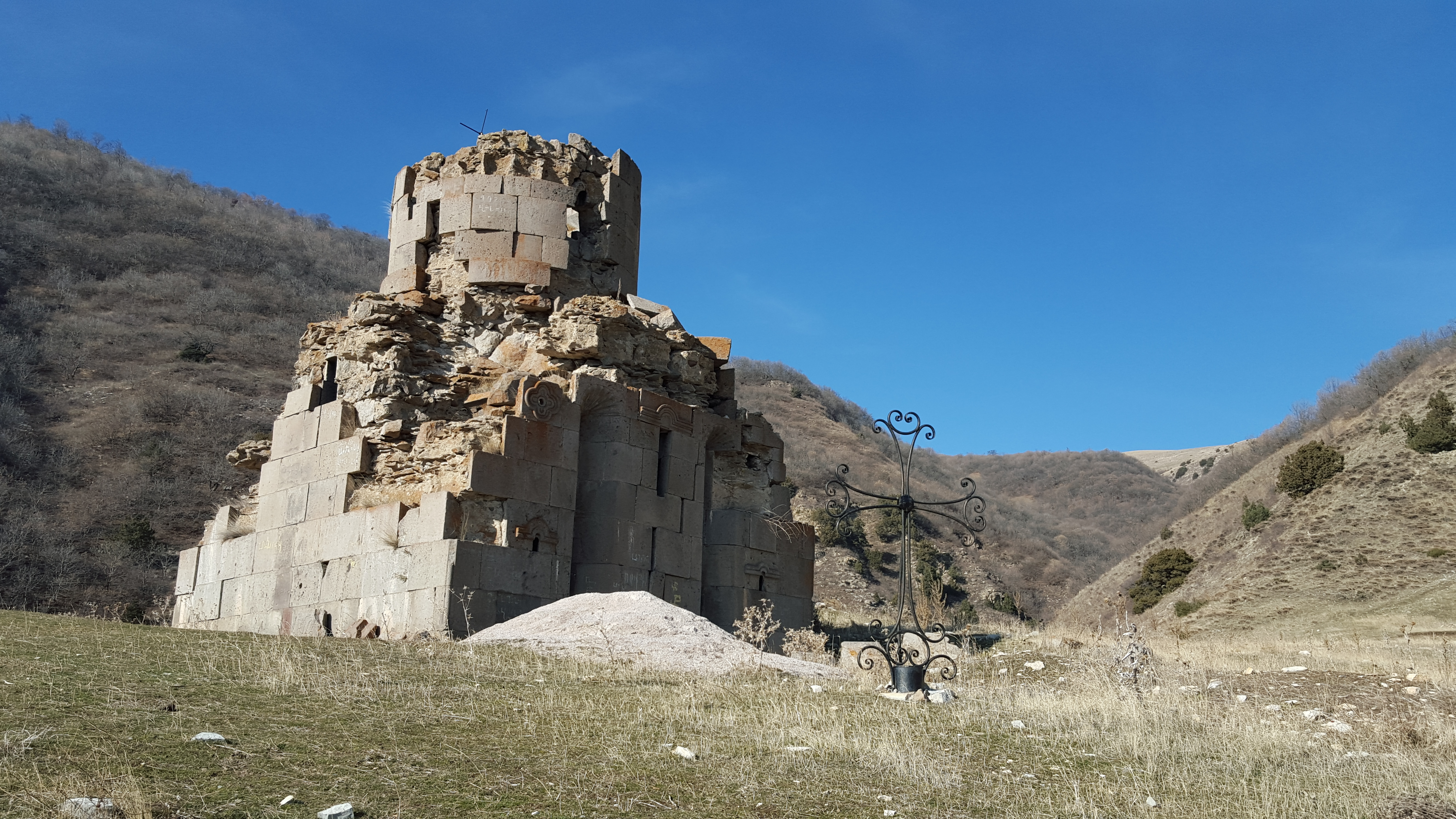
Kloster Majrawank

Majrawank (armenisch Մայրավանք „Mutterkloster“) ist ein ehemaliges Kloster der Armenischen Apostolischen Kirche in der zentralarmenischen Provinz Kotajk. Gegründet wurde es vermutlich vor dem 7. Jahrhundert. Heute ist es verlassen und wieder im Besitz der Armenischen Apostolischen Kirche. Die Gebäude sind weitgehend zerstört und das Areal ist überwachsen.

## Lage

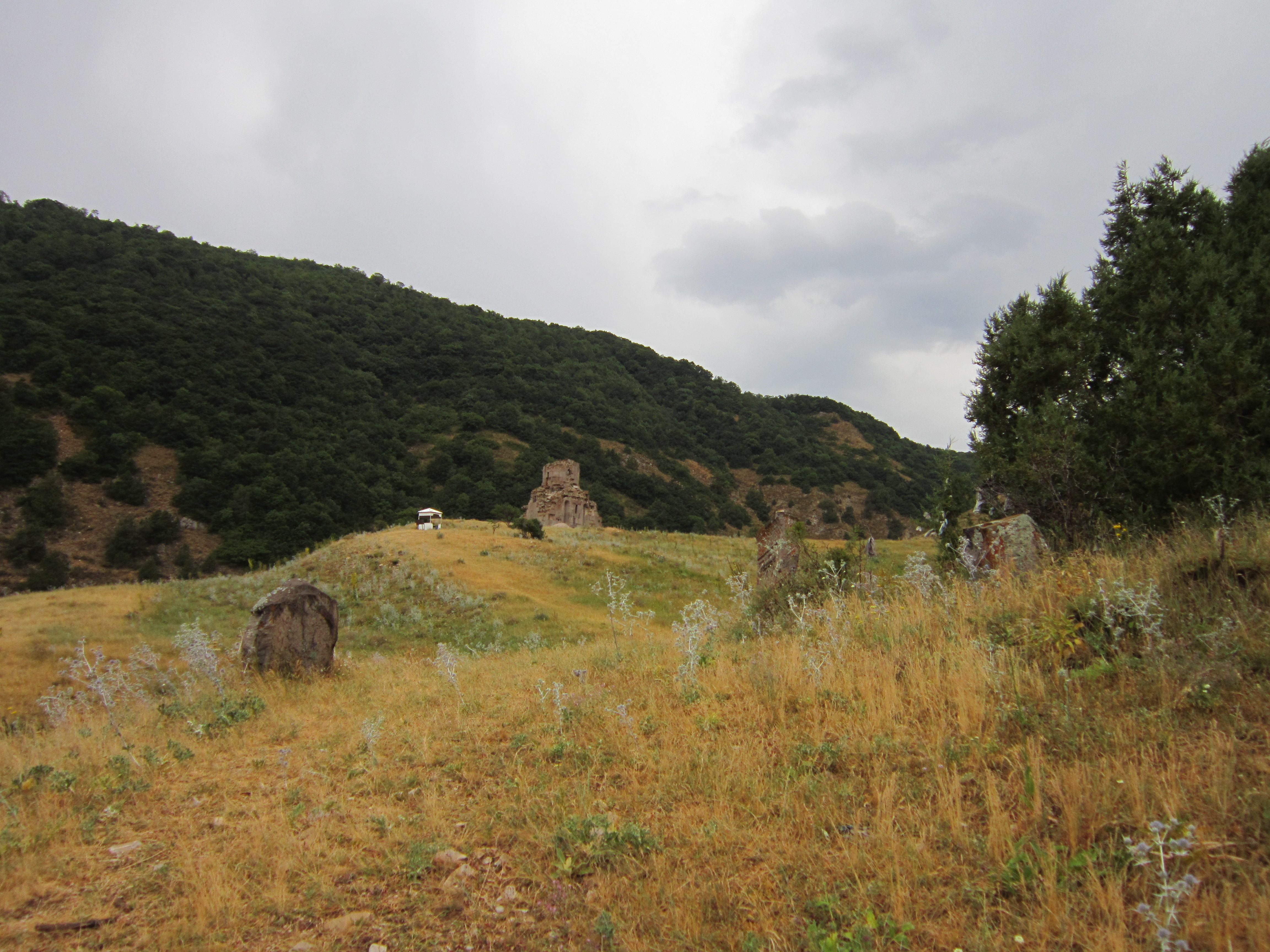
Die Lage auf einer Anhöhe

Das Kloster liegt etwa drei Kilometer Dorf Solak und etwa 50 Kilometer von der armenischen Hauptstadt Jerewan entfernt. Dort steht es auf einer Anhöhe.

## Baubeschreibung
Die Hauptkirche Surb Astwazazin (armenisch Սուրբ Աստվածածին, „Heilige Muttergottes“, westarmenisch Surp Asdwadsadsin, andere Umschriften Surb Astvatsatsin, Surp Astvatsatsin, Surb Astuacacin) wurde im 13. Jahrhundert aus hartem Basaltgestein errichtet. Die Kreuzkuppelkirche ist das einzig erhaltene Gebäude des Klosters. Der zentrale Kirchenraum ist von einer (heute zerstörten) Kuppel mit einem Tambour bekrönt. Die Westfassade ist außen mit zwei säulenförmigen Nischen sowie zwei Seitenkapellen verziert. An der Nord-, West- und Südseite der Kirche blieben die Ruinen von Anbauten erhalten. Auf dem Areal stehen zudem noch die Reste von Wohn- und Wirtschaftsgebäuden. Auf dem Gelände steht zudem ein Chatschkar (ein kunstvoll behauener Gedächtnisstein mit einem Reliefkreuz in der Mitte, das von geometrischen und pflanzlichen Motiven umgeben ist).
Heute ist das Areal weitgehend zerstört und steht auf einer von der Agentur für den Schutz von historischen und kulturellen Denkmälern, einer Abteilung des Kultusministeriums, geführten Liste von stark gefährdeten religiösen Denkmälern. Es soll in naher Zukunft restauriert werden.

## Geschichte
Das Kloster wird erstmals im 7. Jahrhundert in Zusammenhang mit Hovhan Mayravanetsi genannt. Dieser lag im Streit mit Katholikos Ezr Parajnaketsi I. Um Hovan zu demütigen, benannte er das Kloster in Mayragom (Kuhstall) und Hovhan selbst in Mayragometsi um. Die Geschichte hängt mit dem Konzil von Chalcedon zusammen, das 451 zum Schisma zwischen der Reichskirche (das heißt der orthodoxen und katholischen Kirche) und den altorientalischen Kirchen (und damit auch der Armenisch Apostolischen Kirche) führte. Im Jahre 633 musste Katholikos Ezr die Einheit der Kirchen akzeptieren. Hovhan Mayragometsi war der einzige, der sich dem Katholizismus widersetzte.